# Campionati mondiali di tiro a volo 2013
I Campionati mondiali di tiro a volo 2013 sono stati la 35ª edizione della competizione organizzata dalla International Shooting Sport Federation.
Si sono svolti dal 16 al 24 settembre 2013 a Lima, in Perù.

## Podi

### Uomini
| Evento                   | Oro                                                   | Punti             | Argento                                                        | Punti                  | Bronzo                                                     | Punti             |
| Fossa olimpica           | Giovanni Pellielo                                     | 121 + 13 + 13     | Anton Glasnović                                                | 121 + 12(2) + 11       | Aleksej Alipov                                             | 121 + 12(1) + 13  |
| Fossa olimpica a squadre | Spagna Alberto Fernández Jesús Serrano Antonio Bailon | 357               | Portogallo José Manuel Bruno Faria Ricardo Colaço João Azevedo | 353                    | Croazia Anton Glasnović Giovanni Cernogoraz Saša Sedmak    | 353               |
| Double trap              | Glenn Eller                                           | 137 + 28 + 26     | Vasilij Mosin                                                  | 134(4) + 27(5) + 25    | Hu Binyuan                                                 | 137 + 26(2) + 29  |
| Double trap a squadre    | Stati Uniti Derek Aldeman Glenn Eller Jeffrey Holguin | 406               | Cina Hu Binyuan Wang Hao Pan Qiang                             | 404                    | Italia Antonino Barillà Davide Gasparini Daniele Di Spigno | 393               |
| Skeet                    | Jesper Hansen                                         | 123 + 15 (2) + 16 | Ennio Falco                                                    | 122 (12) + 15 (2) + 15 | Henrik Jansson                                             | 123 + 15 (1) + 15 |
| Skeet a squadre          | Italia Giancarlo Tazza Ennio Falco Luigi Lodde        | 365               | Rep. Ceca Tomáš Nýdrle Jan Sychra Jakub Tomeček                | 362                    | Norvegia Ole Eilif Undseth Tom Beier Jensen Tore Brovold   | 362               |

### Donne
| Evento                   | Oro                                                     | Punti        | Argento                                              | Punti            | Bronzo                                                      | Punti                |
| Fossa olimpica           | Jessica Rossi                                           | 70 + 12 + 12 | Yukie Nakayama                                       | 70 + 11(4) + 10  | Elena Tkač                                                  | 70 + 11(0) + 12      |
| Fossa olimpica a squadre | Italia Jessica Rossi Federica Caporuscio Silvana Stanco | 206          | Russia Elena Tkač Irina Laričeva Tat'jana Barsuk     | 203              | Australia Suzanne Balogh Catherine Skinner Laetisha Scanlan | 202                  |
| Skeet                    | Christine Wenzel                                        | 74 + 16 + 15 | Simona Scocchetti                                    | 72 (4) + 14 + 12 | Elena Allen                                                 | 72 (4) + 12 (3) + 12 |
| Skeet a squadre          | Italia Diana Bacosi Simona Scocchetti Katiuscia Spada   | 215          | Gran Bretagna Amber Hill Elena Allen Pinky Le Grelle | 212              | Russia Ol'ga Panarina Nadežda Konovalova Landyš Kvartalova  | 207                  |

## Podi juniores

### Uomini
| Evento                   | Oro                                                         | Punti | Argento                                                | Punti  | Bronzo                                                       | Punti  |
| Fossa olimpica           | Nicolás Pacheco                                             | 116   | Pavel Vaněk                                            | 115(2) | Daniel Tarrant                                               | 115(1) |
| Fossa olimpica a squadre | Rep. Ceca Pavel Vaněk Jan Borkovec Vladimír Štěpán          | 342   | Italia Luca Miotto Carlo Mancarella Diego Meoni        | 332    | Russia Viktor Vasičkin Viktor Veretin Nikita Egorov          | 321    |
| Double trap              | Ian Rupert                                                  | 133   | Jacopo Trevisan                                        | 132    | Kirill Fokeev                                                | 130    |
| Double trap a squadre    | Stati Uniti Ian Rupert William Crawford Christian Wilkoski  | 382   | Russia Kirill Fokeev Roman Zagumënnov Anton Slepuškin  | 377    | Italia Jacopo Trevisan Andrea Vescovi Lorenzo Belei          | 372    |
| Skeet                    | Domenico Simeone                                            | 123   | Nicolás Pacheco                                        | 122    | Tammaro Cassandro                                            | 121    |
| Skeet a squadre          | Italia Tammaro Cassandro Gabriele Rossetti Domenico Simeone | 362   | Rep. Ceca Miloš Slavíček František Kadlec Matej Novota | 347    | Stati Uniti Philip Russell Jungman Nick Boerboon Luis Gloria | 345    |

### Donne
| Evento                   | Oro                                                      | Punti | Argento                                                       | Punti | Bronzo                                                   | Punti |
| Fossa olimpica           | Miranda Wilder                                           | 69    | Svetlana Krašeninnikova                                       | 64(1) | Alessia Iezzi                                            | 64(0) |
| Fossa olimpica a squadre | Italia Alessia Iezzi Alessia Montanino Valeria Raffaelli | 190   | Russia Svetlana Krašeninnikova Zoja Chochlova Alina Čemčugova | 181   | Stati Uniti Miranda Wilder Kimberly Bowers Amber Culwell | 176   |
| Skeet                    | Jitka Pešková                                            | 67    | Dania Jo Vizzi                                                | 66    | Chiara Di Marziantonio                                   | 65    |

## Medagliere
Nazione ospitante
| Posiz. | Nazione       | Oro | Argento | Bronzo | Totale |
| ------ | ------------- | --- | ------- | ------ | ------ |
| 1      | Italia        | 5   | 2       | 1      | 8      |
| 2      | Stati Uniti   | 2   | 0       | 0      | 2      |
| 3      | Danimarca     | 1   | 0       | 0      | 1      |
| 3      | Germania      | 1   | 0       | 0      | 1      |
| 3      | Spagna        | 1   | 0       | 0      | 1      |
| 6      | Russia        | 0   | 2       | 3      | 5      |
| 7      | Cina          | 0   | 1       | 1      | 2      |
| 7      | Croazia       | 0   | 1       | 1      | 2      |
| 7      | Gran Bretagna | 0   | 1       | 1      | 2      |
| 10     | Rep. Ceca     | 0   | 1       | 0      | 1      |
| 10     | Giappone      | 0   | 1       | 0      | 1      |
| 10     | Portogallo    | 0   | 1       | 0      | 1      |
| 13     | Australia     | 0   | 0       | 1      | 1      |
| 13     | Norvegia      | 0   | 0       | 1      | 1      |
| 13     | Svezia        | 0   | 0       | 1      | 1      |

## Medagliere juniores
Nazione ospitante
| Posiz. | Nazione       | Oro | Argento | Bronzo | Totale |
| ------ | ------------- | --- | ------- | ------ | ------ |
| 1      | Italia        | 3   | 2       | 4      | 9      |
| 2      | Stati Uniti   | 3   | 1       | 2      | 6      |
| 3      | Rep. Ceca     | 2   | 2       | 0      | 4      |
| 4      | Perù          | 1   | 1       | 0      | 2      |
| 5      | Russia        | 0   | 3       | 2      | 5      |
| 6      | Gran Bretagna | 0   | 0       | 1      | 1      |